# Tiểu quốc Mạ
Tiểu quốc Mạ là một tiểu quốc của các bộ tộc mà phần lớn là người Mạ ở khu vực cao nguyên Di Linh thuộc nam Tây Nguyên, Việt Nam được hình thành từ khoảng cuối thế kỷ 15 và chấm dứt sự tồn tại sau khi phân rã ra thành các bộ tộc riêng biệt vào khoảng cuối thế kỷ 17.

## Lịch sử
Bộ tộc Mạ đã xác lập được chế độ phụ hệ vững chắc trong hôn nhân gia đình. Lãnh thổ người Mạ đã từng ổn định trong lịch sử, khiến cho một số tài liệu gọi nó là "tiểu vương quốc Mạ" hoặc "Xứ Mạ". Lãnh thổ vùng Mạ rất rộng, nhưng đến cuối thế kỷ 17 và đặc biệt là dưới ách thống trị của thực dân Pháp, người Mạ đã rút sâu vào rừng núi để bất hợp tác và chống chính quyền thực dân. Địa bàn vùng Mạ đã bị thu hẹp lại trong phạm vi một số xã của huyện Bảo Lâm, tỉnh Lâm Đồng ngày nay.